# Anastomyza lateralis
Anastomyza lateralis är en tvåvingeart som beskrevs av Malloch 1933. Anastomyza lateralis ingår i släktet Anastomyza och familjen myllflugor. Inga underarter finns listade i Catalogue of Life.